# Volkswagen D24T
Volkswagen D24T — дизельный двигатель внутреннего сгорания компаний Volvo и Volkswagen, находившийся в производстве с декабря 1982 по июль 1992 года.

## Технические характеристики
Volkswagen D24T идентичен своей базовой модели — Volkswagen D24, но включает в себя турбонаддув. Головка блока цилиндров, по сравнению с атмосферным двигателем, изменена. Клапанная зона не плоская, а полусферическая. Блок цилиндров оснащён маслораспределителями (с клапаном давления) для лучшего охлаждения поршней, модифицированных в зоне «юбки». ТНВД Bosch VE адаптирован к системе с турбонаддувом.
| ID | Мощность (DIN) при об/мин   | Крутящий момент при об/мин | Красная зона (об/мин) | Годы производства |
| -- | --------------------------- | -------------------------- | --------------------- | ----------------- |
|    | 63 кВт (86 л. с.) при 4600  | 152 Н⋅м при 2500           | 5150                  | 1985              |
| 1G | 68 кВт (92 л. с.) при 3400  |                            |                       | 1988—1989         |
| DV | 82 кВт (111 л. с.) при 4800 | 225 Н⋅м при 2500           |                       | 1982—1992         |
| GR | 82 кВт (111 л. с.) при 4800 | 225 Н⋅м при 2500           | 5400                  |                   |

## Устанавливался на
- Volkswagen LT (DV: 12.1982—07.1992, 1G: 08.1988—07.1989)
- Volvo 740
- Volvo 760/780
- Volvo 940
- Volvo 960
- Steyr-Puch Pinzgauer 716/718